# Chlorid tantaličitý
Chlorid tantaličitý je anorganická sloučenina s chemickým vzorcem TaCl4.

## Příprava
Chlorid tantaličitý lze připravit redukcí chloridu tantaličného tantalem nebo hliníkem:
3 TaCl5 + Al → AlCl3 + 3 TaCl4
4 TaCl5 + Ta → 5 TaCl4

## Vlastnosti
Chlorid tantaličitý je diamagnetická pevná látka, která tvoří lesklé hnědočerné krystaly. Stejně jako chlorid niobičitý je chlorid tantaličitý extrémně citlivý na vlhkost. Krystalizuje v jednoklonné soustavě s prostorovou grupou P21/m (číslo 11) a mřížkovými parametry a = 679 pm, b = 1171 pm, c = 1229 pm, β = 94° 33'.